# جون كلاين
جون كلاين (بالإنجليزية: John Kline (politician)) (و. 1947 – م) هو سياسي، وضابط من الولايات المتحدة الأمريكية ولد في ألينتاون.
وهو عضو في الحزب الجمهوري .

## التعليم
تعلم في جامعة رايس.